# Kreis Përmet

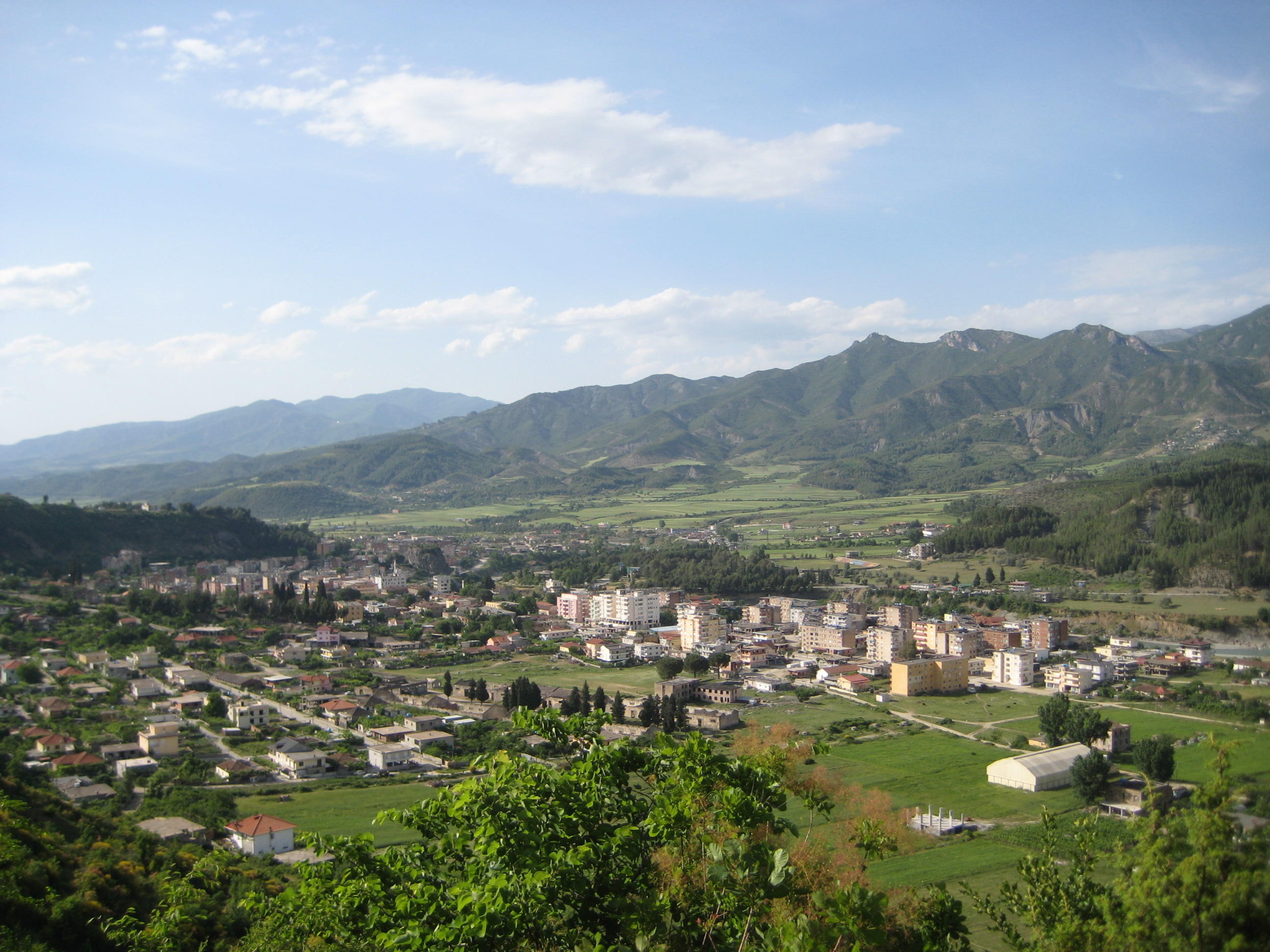
Vjosa-Tal mit Përmet

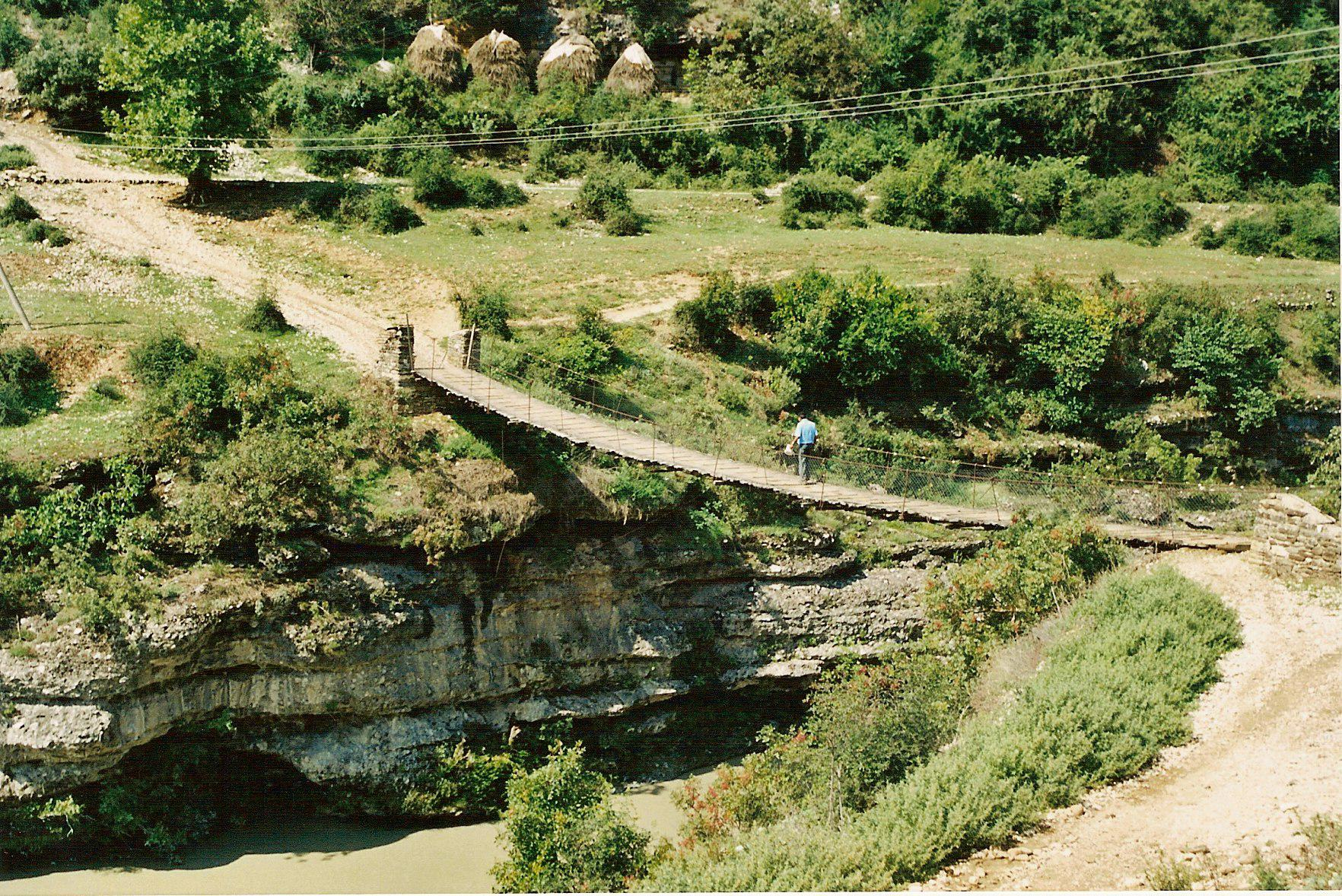
Brücke über die Vjosa südlich von Përmet

Der Kreis Përmet (albanisch: Rrethi i Përmetit) war einer der 36 Verwaltungskreise Albaniens, die im Sommer 2015 nach einer Verwaltungsreform aufgehoben worden sind. Das Gebiet mit einer Fläche von 929 Quadratkilometern liegt im Süden des Landes und gehört zum Qark Gjirokastra. Benannt wurde der Kreis nach dem Hauptort Përmet.
Nicht ganz die Hälfte der Bevölkerung von 16.727 Einwohnern (2011) gehört zu der griechischen oder der aromunischen Minderheit. In der nachkommunistischen Zeit erfuhren der orthodoxe und der muslimische Glauben ein Wiederaufleben. Rund die Hälfte der Muslime zählt zu den Bektaschi. Neuerdings kommt in Përmet auch der Protestantismus vor.
Die Region Përmet umfasst das Tal der Vjosa ab der griechischen Grenze bis zur Schlucht von Këlcyra sowie einige Nebentäler. Das Flusstal ist von hohen Bergen umgeben. Im Westen erreicht die parallel zum Fluss verlaufende, steil nach Osten abfallende Bergkette bei der Nemërçka eine Höhe von 2484 m ü. A., im Mali i Dhëmbel 2090 m ü. A. Im Osten erreichen die Berge selten Höhen über 1500 m ü. A. Die Region ist aber sehr abgelegen und unzugänglich. Ein wesentlicher Teil des bergigen und bewaldeten Ostens des Kreises gehört zum 34.361 Hektar großen Nationalpark Hotova-Dangell. Der Flusslauf der Vjosa ist als Nationalpark Vjosa geschützt. Die Lengarica bildete bei einem Gebirgsdurchbruch eine äußerst schmale Klamm.
Das Gebirgstal der Vjosa ist sehr abgeschieden und am besten über Tepelena zu erreichen. Eine Straße führt über Erseka durchs Hochland von Kolonja nach Korça. Ein Grenzübergang im Süden ermöglicht das Passieren der rund 45 Jahre lang hermetisch abgeriegelten Grenze zu Griechenland.
Permët ist traditionell bekannt für seinen Wein und seinen Raki, einen aus vergorenen Trauben hergestellten Schnaps, der meist noch hausgebrannt wird. In ganz Albanien bekannt ist das Dorf Frashër, der Heimatort der Brüder Abdly, Naim und Sami Frashëri, die für die Unabhängigkeit Albaniens kämpften. Architektonische Attraktionen im Kreis sind einige alte orthodoxe Kirchen; diejenige von Leusa stammt aus dem 17. Jahrhundert.
Das Gebiet des Kreises ist seit 2015 in die Gemeinden (bashkia) Përmet und Këlcyra aufgeteilt.
| Gemeinde       | Gemeindeart | Einwohner (2011) | Gehört neu zur Bashkia |
| -------------- | ----------- | ---------------- | ---------------------- |
| Ballaban       | Komuna      | 1.047            | Këlcyra                |
| Çarçova        | Komuna      | 918              | Përmet                 |
| Dishnica       | Komuna      | 1.159            | Këlcyra                |
| Frashër        | Komuna      | 387              | Përmet                 |
| Këlcyra        | Bashkia     | 2.651            | Këlcyra                |
| Përmet         | Bashkia     | 5.945            | Përmet                 |
| Petran         | Komuna      | 1.622            | Përmet                 |
| Qendër Piskova | Komuna      | 1.742            | Përmet                 |
| Suka           | Komuna      | 1.256            | Këlcyra                |